# Deutsche Technische Hochschule Brünn

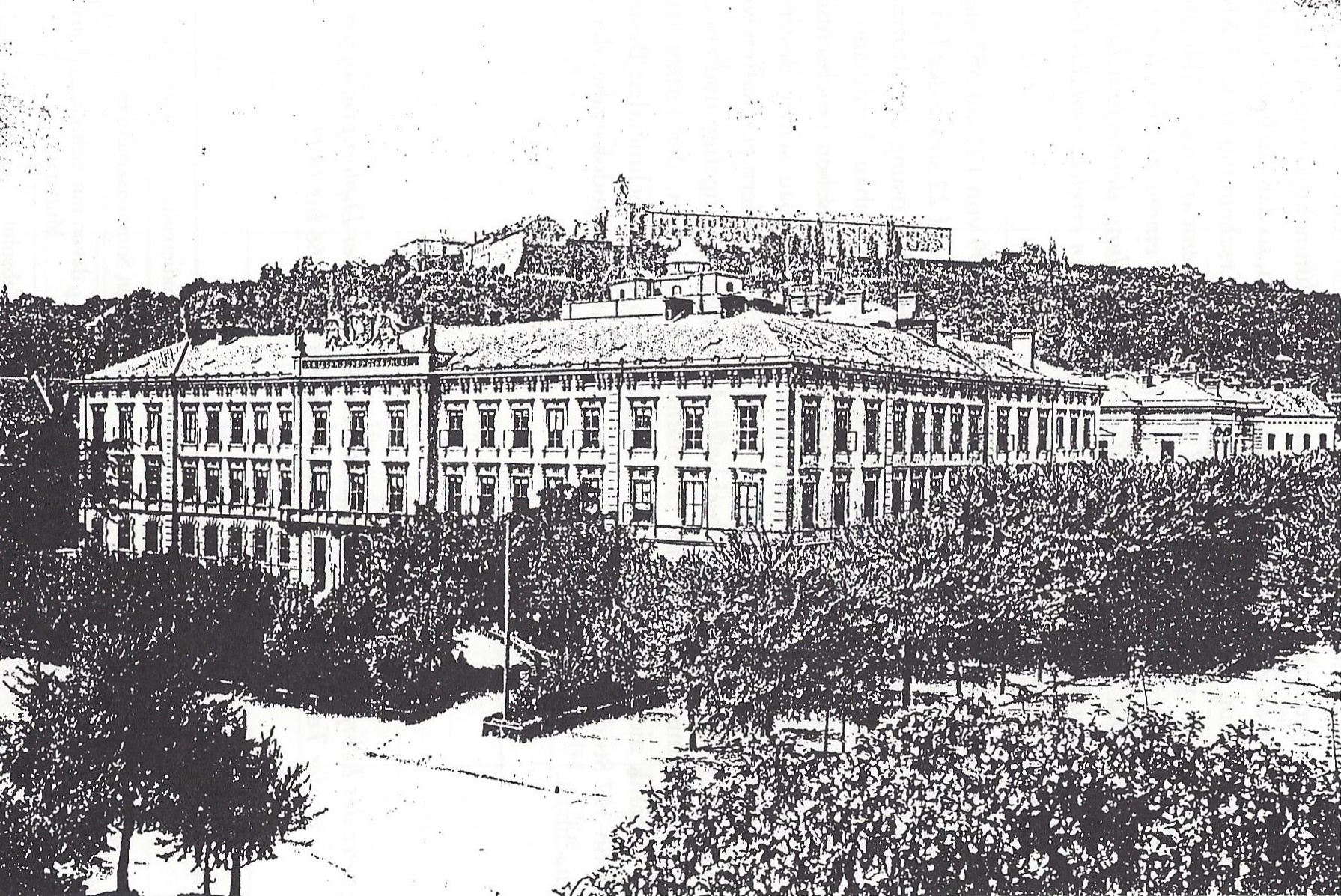
Deutsche Technische Hochschule Brünn

Die Deutsche Technische Hochschule Brünn war eine 1849 gegründete Hochschule in Brünn.

## Geschichte

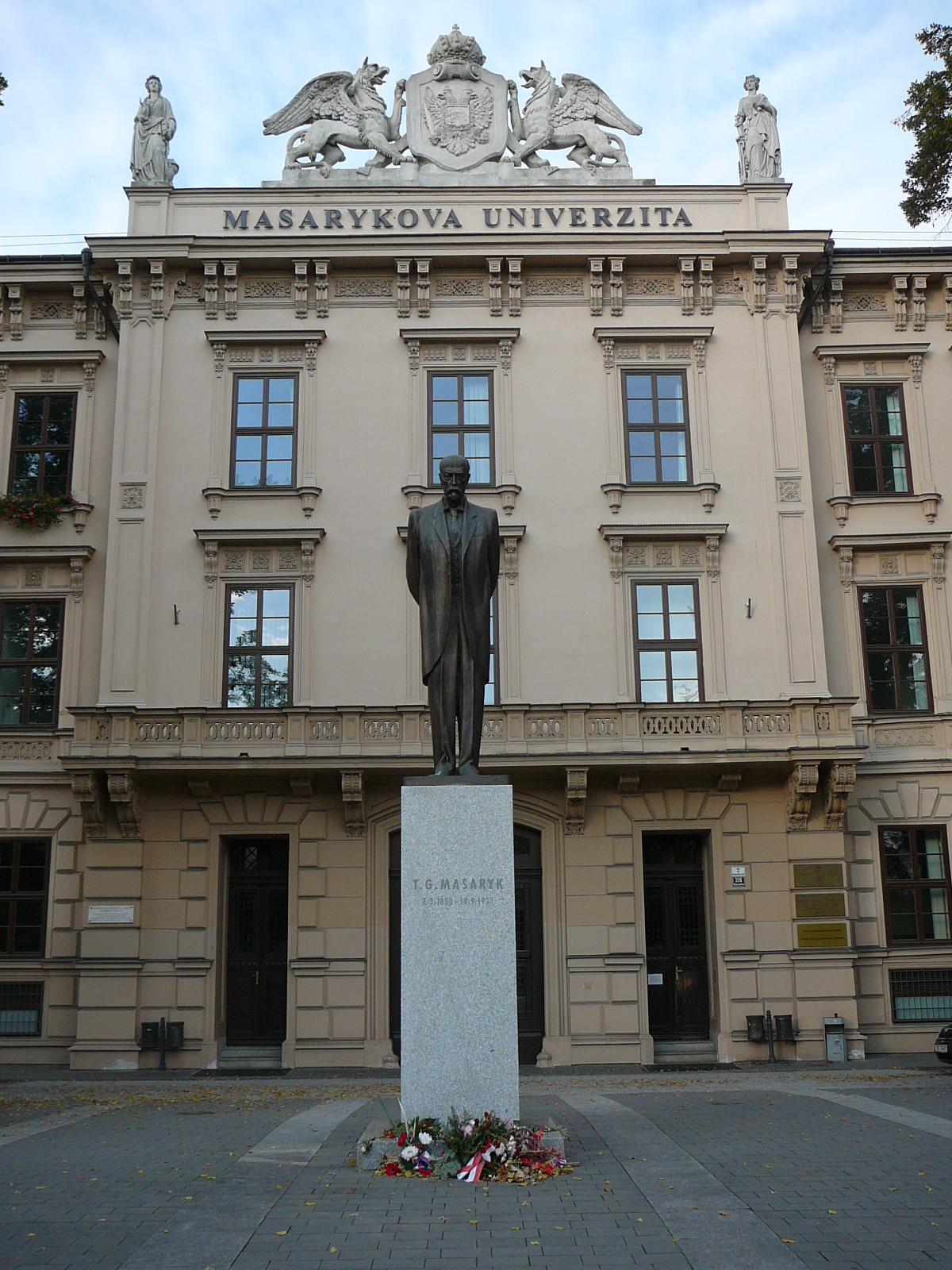
Ein Gebäude der ehemaligen Deutschen Technischen Hochschule Brünn

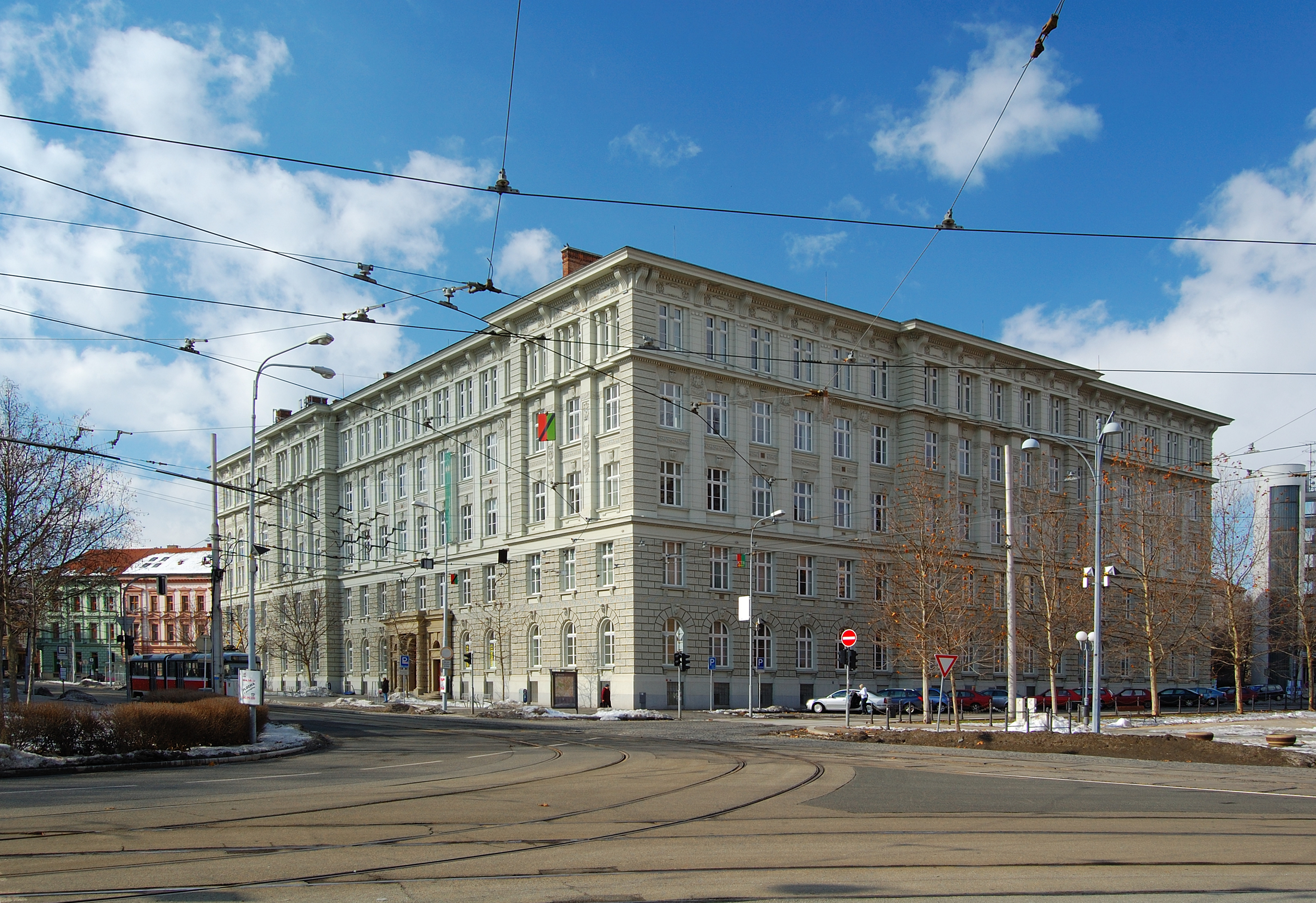
1910 eröffneter Erweiterungsbau

Der Ursprung der Hochschule geht zurück auf die Gründung einer Akademie für die ritterlichen Übungen, einschließlich vorzüglich ersprießlicher Ingenieurskunst im Jahre 1724 an der Universität Olmütz. Im Mai 1843 wurde die Akademie nach Brünn verlegt, 1849 die Hochschule ins Leben gerufen. Im Jahre 1899 wurde parallel dazu die tschechische TH Brünn (Vysoké učení technické v Brně) gegründet, weil sich der ursprünglich geplante zweisprachige Lehr- und Forschungsbetrieb als nicht praktikabel herausgestellt hatte.
Im Oktober 1899 wurde aus Anlass des 50-Jahrjubiläums ein Erweiterungsbau vollendet. Anfang November 1910 wurde durch Schlusssteinlegung ein von dem seit 1896 zur lokalen Professorenschaft gehörenden Architekten Ferdinand Hrach (1862–1946) entworfener Erweiterungsbau eröffnet.
Nach der Gründung der Tschechoslowakei im Jahre 1918 blieb die DTH Brünn trotz einiger Auflösungspläne erhalten. Die aus der Kaiserlich-königlichen Zeit stammende Selbstverwaltung der Hochschulen wurde weitestgehend beibehalten. Die DTH Brünn umfasste folgende Lehrkanzeln (= Fakultäten): Mathematik, Physik, Mineralogie, Maschinenlehre, Land-, Wasser- und Straßenbau, Chemie, Landwirtschaftslehre, Buchhaltung und Warenkunde. Die Studenten repräsentierten in ihrer Herkunft und Religion den alten Vielvölkerstaat der Habsburgmonarchie und deren kulturelles Einzugsgebiet.
Nach der Zerschlagung der Rest-Tschechei und der Errichtung des Protektorats Böhmen und Mähren sollte die DTH Brünn nach Linz verlegt werden, was jedoch durch den Kriegsausbruch unterblieb. Die Einführung der Hochschulordnung nach Berliner Muster wurde in Brünn (und Prag) als Rückschritt empfunden. Nach Kriegsende 1945 wurde die DTH Brünn geschlossen. Ihre Einrichtungen wurden von der Tschechischen Technischen Hochschule Brünn übernommen, die während der Protektoratszeit ab 1939 aufgelöst und 1945 wiedereröffnet worden war.

## Professoren
- Ludwig Anschütz (1889–1954), o. Professor organische Chemie
- Vinzenz Baier (1881–1955), o. Professor für Baukunst
- Berthold Bretholz (1862–1936), Historiker und Archivar
- Ernst Chwalla (1901–1960), o. Professor Bautechnik
- Josef Dell (1859–1945), o. Professor für Architektur
- Rudolf Dub (1873–1938), o. Professor für Maschinenbau
- Heinrich Fanta (1877–1941), o. Professor für Hochbau und Architektur
- Franz Frimmel (1888–1957), o. Professor für Landwirtschaftslehre
- Rudolf Girtler (1877–1952), o. Professor für Elastizitäts- und Festigkeitslehre sowie Baustofflehre
- Georg Hamel (1877–1954), o. Professor für Mechanik
- Leopold von Hauffe (1840–1912), o. Professor für Maschinenbau und Rektor
- Alfred Hawranek (1878–1951), Brückenbauer
- Franz Heinl (1880–1950), ao. Professor für Maschinenbau
- Gustav Jaumann (1863–1924), Professor für Physik
- Viktor Kaplan (1876–1934), Professor für Maschinenbau
- Lothar Koschmieder (1890–1974), o. Professor für Mathematik
- Karl Kriso (1887–1972), o. Professor für Mechanik
- Karl Friedrich Kühn (1884–1945), o. Professor für Architektur und Kunstgeschichte
- Anton Lissner (1885–1970), o. Professor für Chemische Technologie
- Erwin Lohr (1880–1951), o. Professor für Physik
- Hans Löschner, o. Professor für Geodäsie
- Joseph Melan (1853–1941), o. Professor für Baumechanik und graphische Statik (1890–1894) und o. Professor für Brückenbau (1895–1902)[5]
- Hannes Mohr (1882–1967), o. Professor für Geologie und Mineralogie
- Alfred von Musil (1846–1924), Professor für Maschinenbau (Vater von Robert Musil)
- Oswald Richter, o. Professor für Botanik
- Benno Schachner (1902–1987), Professor für Baukonstruktion
- Armin Schocklitsch, o. Professor für Wasserbau
- Othmar Spann (1878–1950), o. Professor für Volkswirtschaftslehre und Statistik
- Oskar Srnka, o. Professor für Schwachstromtechnik
- Emil Tranquillini (1884–1955), Ordinarius für Baukunst
- Josef Weinhold (1906–1994), o. Professor für Elastizitäts- und Festigkeitslehre
- Joseph Wolfschütz (1860–1933), Professor für Flussbau, Wasserstraßen und Binnenschifffahrt

## Alumni

Studentenverbindungen an der TH Brünn
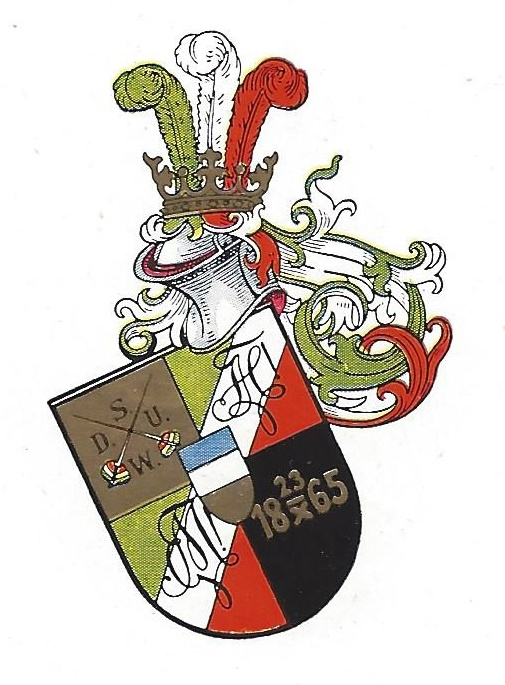
Corps Marchia
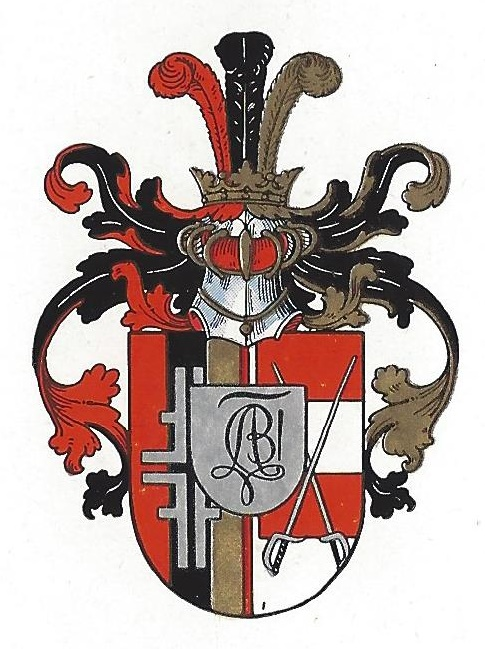
A.T.V. Brünn
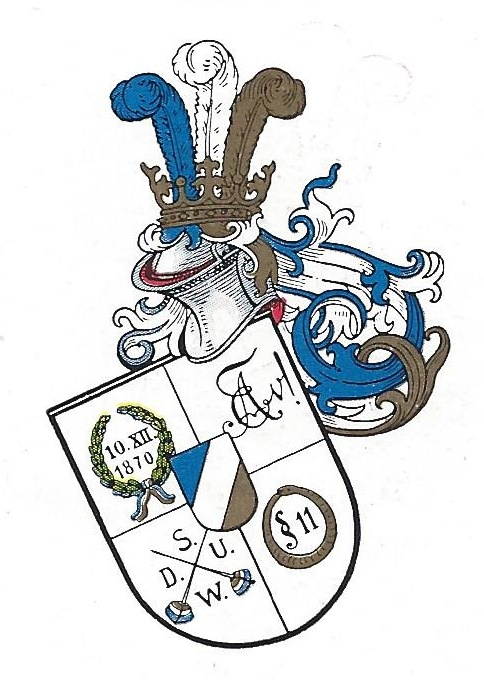
Austria Brünn
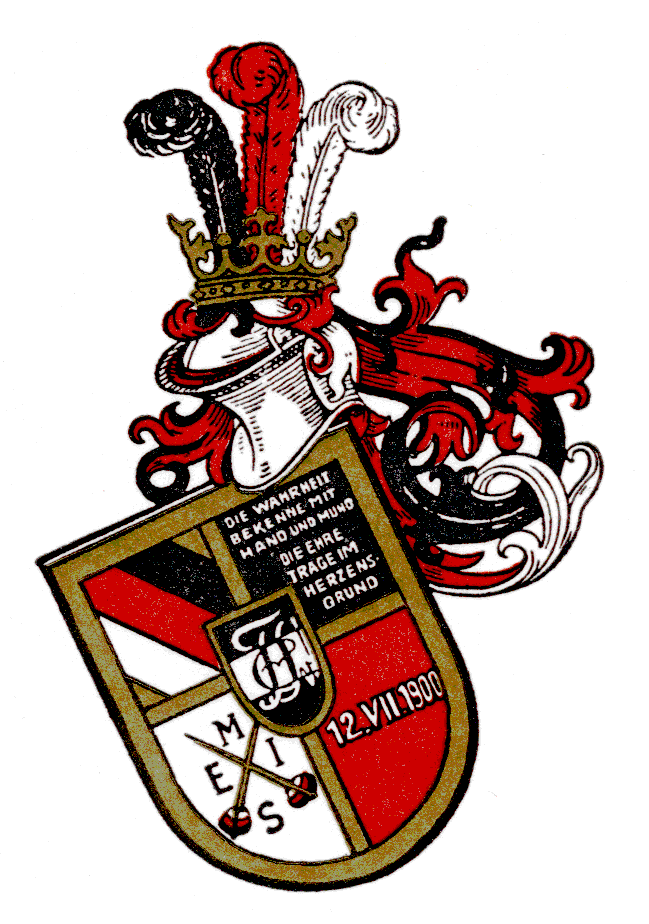
Corps Frankonia
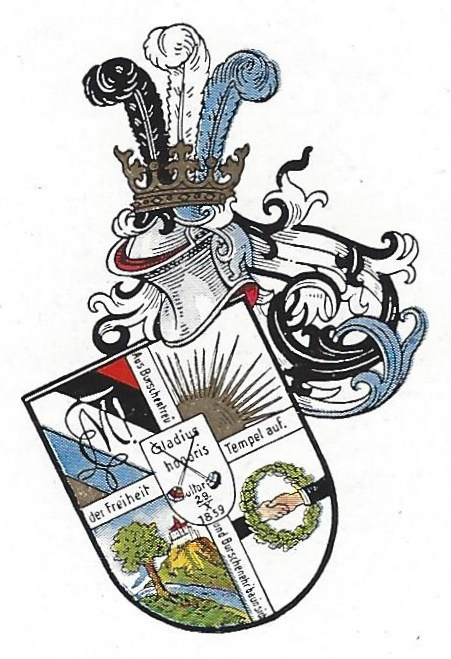
Burschenschaft Moravia

- Heinrich Blum
- Otto Eisler
- Franz Fiala
- Hans Foschum
- Anton Karl Wilhelm Gawalowski
- Theodor Hayek
- Ernst Kesa
- Rudolf Kratochwill
- Edmund Lober von Karstenrod
- Gustav Meretta
- Robert Musil, Examen 1901
- Elly Oehler-Sonnenschein
- Leopold Karl Pick
- Hermann von Rittler
- Joseph Sablatnig, II. Staatsprüfung 1909[6]
- Wilhelm Schmid
- Alois Schwarz
- Endre Steiner
- Karl Weinbrenner
- Joseph Wolfschütz
- Anton Zschetzsche